# Miyu Uehara
Pour les articles homonymes, voir Uehara.
Mutsumi Fujisaki (藤崎 睦美, Fujisaki Mutsumi), née le 2 mai 1987 et morte 12 mai 2011, mieux connue sous le nom de Miyu Uehara (上原 美優, Uehara Miyu), est un mannequin et célébrité de télévision japonaise, ayant gagné en popularité en tant que « idole de la pauvreté. »

## Biographie
Miyu Uehara, de son vrai nom Mutsumi Fujisaki, est née le 2 mai 1987 sur l'île de Tanegashima dans la préfecture de Kagoshima, cadette de 10 frères et sœurs. Elle étudie à l'école de Kagoshima durant une brève période avant d'abandonner ses études. Elle emménage à Tokyo à l'âge de 17 ans, et débute dans le mannequinat glamour d'un côté, tandis qu'elle travaillait en tant qu'hôtesse dans un établissement à Tokyo de l'autre.
Elle débute sous le nom de « idole de la pauvreté » à la suite de son faible parcours professionnel et après être parue en couverture du magazine Weekly Playboy, elle publie son premier album photo, Hare Tokidoki Namida en juillet 2009. Elle est également apparue dans plus de 445 programmes télévisés et dans deux publicités en mai 2011.
Uehara est retrouvée morte dans son appartement à Meguro (Tokyo) dans la matinée du 12 mai 2011 à l'âge de 24 ans, après s'être donnée la mort par pendaison,. Les autorités rapportent qu'aucun message d'adieu n'a été trouvé.

## Apparitions
- Film : Yatterman (2009)[9]
- Ouvrage : １０人兄弟貧乏アイドル☆私、イケナイ少女だったんでしょうか？ (10-nin Kyōdai Binbō Aidoru - Watashi, Ikenai Shōjo Dattan Deshōka??) (Mai 2009, Poplar;  (ISBN 978-4-591-10965-6))[10]